# Biritiba Mirim
Biritiba Mirim – miasto i gmina w Brazylii, w stanie São Paulo. Znajduje się w mezoregionie Metropolitana de São Paulo i mikroregionie Mogi das Cruzes.